# Claude (Texas)
Claude è una città e il capoluogo della contea di Armstrong nello Stato del Texas, negli Stati Uniti. Al censimento del 2020 aveva una popolazione di 1 186 abitanti. È situata ad est di Amarillo, nel sud del Texas Panhandle. Claude fa parte dell'area metropolitana di Amarillo, nonostante si trovi trenta miglia a est di quest'ultima.

## Geografia fisica
Secondo l'Ufficio del censimento degli Stati Uniti, ha una superficie totale di 1,72 mi² (4,45 km²).

## Storia
Durante la prima metà del XVI secolo, il conquistador spagnolo Francisco Vázquez de Coronado e il suo gruppo attraversarono Claude e il Tule Canyon, una gola a sud di Claude, al largo della Texas State Highway 207.
Claude in origine si chiamava Armstrong City per via della presenza nella zona di numerosi ranch chiamati Armstrong.
La città cambiò nome in Claude nel 1887 in onore di Claude Ayers, l'ingegnere del primo treno della Fort Worth and Denver Railway che passò attraverso la zona.
Quando la contea di Armstrong venne istituita nel 1890, Claude e Washburn gareggiarono per essere il capoluogo della contea. Secondo quando riferito, il voto decisivo per Claude è stato espresso dal famoso allevatore di bestiame Charles Goodnight, ex comproprietario del vicino JA Ranch. Il tribunale della contea di Armstrong a Claude è stato costruito nel 1912.
W.A. Warner (1864–1934), un medico di Claude, organizzò la Truppa 17 dei Boy Scouts of America nella primavera del 1912. Trenta ragazzi si incontrarono nella sua farmacia. In qualità di capo scout, il dottor Warner ha formato molti dei futuri governanti di Claude. Durante la sua carriera medica, Warner ha fornito assistenza per la nascita di duemila bambini. La signora Warner (1866–1935), Phebe Kerrick, era attiva nella vita quotidiana degli abitanti di Claude. Entrambi erano nativi dell'Illinois ma avevano origini nel sud-ovest di Haiti.
W.S. Decker fondò un settimanale, il Claude Argus, che in seguito si fuse con il Goodnight News per formare il Claude News nel 1890.
L'Armstrong County Museum possiede una raccolta riguardo la storia della città. Il film Hud il selvaggio con Paul Newman e Patricia Neal è stato girato a Claude nel 1962.

## Società

### Evoluzione demografica
Secondo il censimento del 2020, la popolazione era di 1 186 abitanti.